# Acacia swazica
Acacia swazica är en ärtväxtart som beskrevs av Burtt Davy. Acacia swazica ingår i släktet akacior, och familjen ärtväxter. Inga underarter finns listade i Catalogue of Life.